# Spiktjärnen (Råneå socken, Norrbotten, 737188-177805)
Spiktjärnen är en sjö i Bodens kommun i Norrbotten och ingår i Vitåns huvudavrinningsområde.